# Saucenița
Saucenița es una localidad rumana de la comuna de Văculești, en el condado de Vaslui.

## Historia
Hacia comienzos del siglo XX la localidad, que por entonces pertenecía al antiguo condado de Dorohoi, ya formaba parte de la comuna de Văculești y tenía contabilizada una población de 656 habitantes.
En la segunda mitad del siglo XX la localidad había pasado a formar parte del condado de Botoșani. En el censo de 2021 la localidad tenía una población de 876 habitantes.